# 蓬泰斯图拉
蓬泰斯图拉（義大利語：Pontestura，意为“斯图拉河桥”），是意大利亚历山德里亚省的一个市镇。总面积18.87平方公里，人口1465人，人口密度77.6人/平方公里（2009年）。ISTAT代码为006133。